# Charles Ambroise Bertrand de L'Hodiesnière
Charles Ambroise Bertrand L'Hodiesnière, né le 24 mai 1756 à La Lande-Patry (province de la Normandie, actuel département de l'Orne), mort le 30 mai 1819 à La Carneille (Orne), est un homme politique de la Révolution française.

## Biographie
Sous l'Ancien Régime, Bertrand de L'Hodiesnière est d'une famille de bourgeois ruraux très implantée au nord de Flers à La Carneille (actuellement  61100 Athis-Val de Rouvre). Il remplit les fonctions de conseiller assesseur puis de conseiller procureur du roi au bailliage et vicomté de Falaise. Il acquiert la réputation d'un solide fiscaliste. Fut élu maire de la Carneille en 1791 en tant que favorable à la Révolution de 1789. 
En septembre 1792, il est élu député du département de l'Orne, le deuxième sur dix, à la Convention nationale, y intervient fréquemment sur les questions de fiscalité et y est surnommé "Bertrand-Calvados".  
Bertrand de L'Hodiesnière siège sur les bancs de la Gironde. Lors du procès de Louis XVI, il vote la mort avec appel au peuple mais rejette le sursis à l'exécution. Il vote en faveur de la mise en accusation de Marat. Élu membre de la Commission des Douze, chargée d'enquêter contre la Commune de Paris, il s'abstient de voter lors du scrutin sur son rétablissement. À l'issue de l'insurrection du 2 juin 1793, il est décrété d'arrestation à son domicile. Il est libéré le 8 juillet à l'issue du rapport de Saint-Just, prononcé au nom du Comité de Salut public, qui le blanchit. 
Fin juillet, Bertrand de L'Hodiesnière donne sa démission. Il est remplacé un mois plus tard par Jacob-Gérard Desrivières, suppléant de l'Orne. 
Commissaire du directoire dans le Calvados, ce département l’élit au Conseil des Cinq-Cents, le 25 germinal an VI, où il attaque et contribue, le 30 prairial, à renverser le triumvirat Merlin, Treilhard et La Revellère. Il défend l’élection de Sieyès, combat les Jacobins et est un des promoteurs du coup d'État du 18 fructidor an V. 
Lors du coup d'État du 18 brumaire an VIII, il siège à la tribune et s’oppose vivement, en tant que juriste opposé à toute dictature militaire, à Bonaparte en s’écriant : « Mort au tyran ». Il s’enfuit finalement en sautant par une des fenêtres, est exclu de l’assemblée, et rentre dans la vie privée. 
La loi du 12 janvier 1816 contre les régicides l’oblige à se retirer momentanément à Bruxelles. Il finit ses jours en 1819 dans sa propriété, le logis du Hamel Saint-Étienne. 
Sa fille Adélaïde Victoire Bertrand L'Hodiesnière épousa Jacques François Nicolas Roulleaux Dugage, dont un fils Henri Charles Roulleaux Dugage, avocat de formation qui exerce une importante carrière préfectorale sous le règne de Louis-Philippe, fut renvoyé lors de la Révolution de 1848, devient ensuite député de l'Hérault sous le Second Empire (1852) et président du Conseil général de l'Orne (1861).

## Sources
- « Charles Ambroise Bertrand de L'Hodiesnière », dans Adolphe Robert et Gaston Cougny, Dictionnaire des parlementaires français, Edgar Bourloton, 1889-1891 [détail de l’édition]
- Archives parlementaires de 1787 à 1860 : recueil complet des débats législatifs et politiques des Chambres françaises. Première série, 1787 à 1799. Tomes LVI, LVII, LXII, LXV, LXVI, LXVII, LXVIII, LXX et LXXI.